# Delia bipartitoides
Delia bipartitoides är en tvåvingeart som beskrevs av Verner Michelsen 2007. Delia bipartitoides ingår i släktet Delia, och familjen blomsterflugor.
Artens utbredningsområde är Sverige. Arten är reproducerande i Sverige. Inga underarter finns listade i Catalogue of Life.